# Sudamericano Juvenil B de Rugby 2014
El Sudamericano Juvenil B de Rugby del 2014 fue la séptima edición del torneo y la tercera celebrada en Lima, Perú.
La competición que estuvo organizada por la Federación Peruana y la Confederación Sudamericana la jugaron la selección local, Colombia, Venezuela y México. Este último participó en calidad de invitado ya que pertenece a la North America Caribbean Rugby Association (NACRA).
Este año no se jugó la habitual ronda de permanencia entre Paraguay y Brasil permaneciendo ambos en el Sudamericano A debido a la reestructura en la edición del 2014.

## Equipos participantes
- Selección juvenil de rugby de Colombia (Tucanes M18)
- Selección juvenil de rugby de Perú (Tumis M18)
- Selección juvenil de rugby de Venezuela (Orquídeas M18)

Selección invitada de la NACRA
- Selección juvenil de rugby de México (Serpientes M18)[3][4]

## Posiciones
| Pos. | Equipo    | Encuentros | Encuentros | Encuentros | Encuentros | Tantos  | Tantos    | Tantos     | Puntos |
| Pos. | Equipo    | jugados    | ganados    | empatados  | perdidos   | a favor | en contra | diferencia | Puntos |
| ---- | --------- | ---------- | ---------- | ---------- | ---------- | ------- | --------- | ---------- | ------ |
| 1    | Colombia  | 3          | 3          | 0          | 0          | 120     | 23        | + 97       | 9      |
| 2    | México    | 3          | 2          | 0          | 1          | 102     | 27        | + 75       | 6      |
| 3    | Perú      | 3          | 1          | 0          | 2          | 24      | 101       | - 77       | 3      |
| 4    | Venezuela | 3          | 0          | 0          | 3          | 22      | 117       | - 95       | 0      |

Nota: Se otorgan 3 puntos al equipo que gane un partido, 1 al que empate y 0 al que pierda

## Resultados

### Primera Fecha[5]
| 9 de noviembre 15:45 | Perú | 12 - 5  | Venezuela | Campus Pando de la PUCP, Lima, Perú |  |
|                      |      | Reporte |           |                                     |  |

| 9 de noviembre 15:45 | Colombia | 15 - 6  | México | Campus Pando de la PUCP, Lima, Perú |  |
|                      |          | Reporte |        |                                     |  |

### Segunda Fecha[6]
| 12 de noviembre | México | 45 - 12 | Venezuela | Campus Pando de la PUCP, Lima, Perú |  |

| 12 de noviembre 15:30 | Perú | 5 - 37  | Colombia | Campus Pando de la PUCP, Lima, Perú |  |
|                       |      | Reporte |          |                                     |  |

### Tercera Fecha[7]
| 15 de noviembre | Colombia | 68 - 12 | Venezuela | Campus Pando de la PUCP, Lima, Perú |  |

| 15 de noviembre | Perú | 0 - 51 | México | Campus Pando de la PUCP, Lima, Perú |  |

| Bandera de Colombia |
| Campeón Colombia    |
| Cuarto título       |